# Impala (Naturstein)

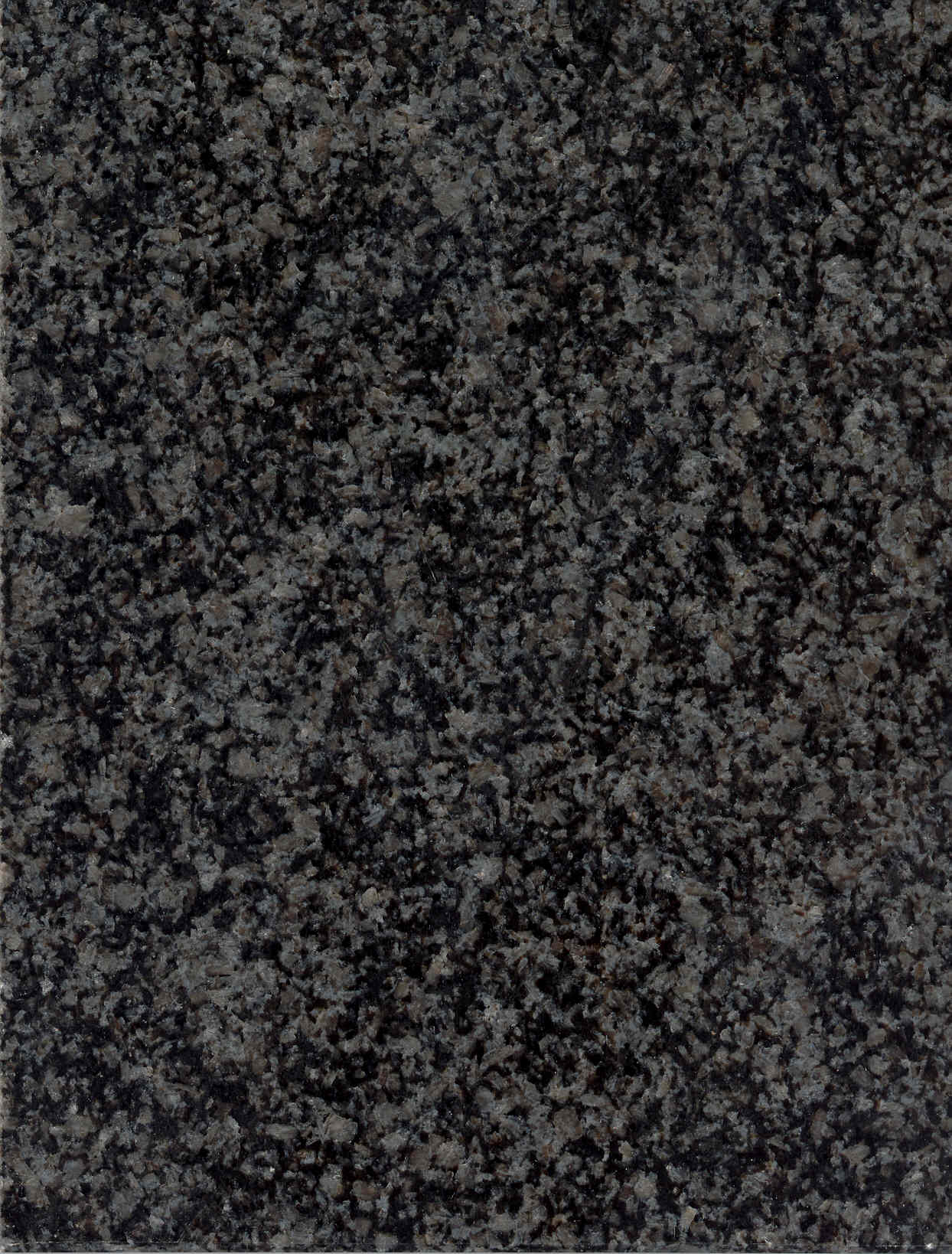
Impala dunkel (Muster ca. 20 × 15 cm)

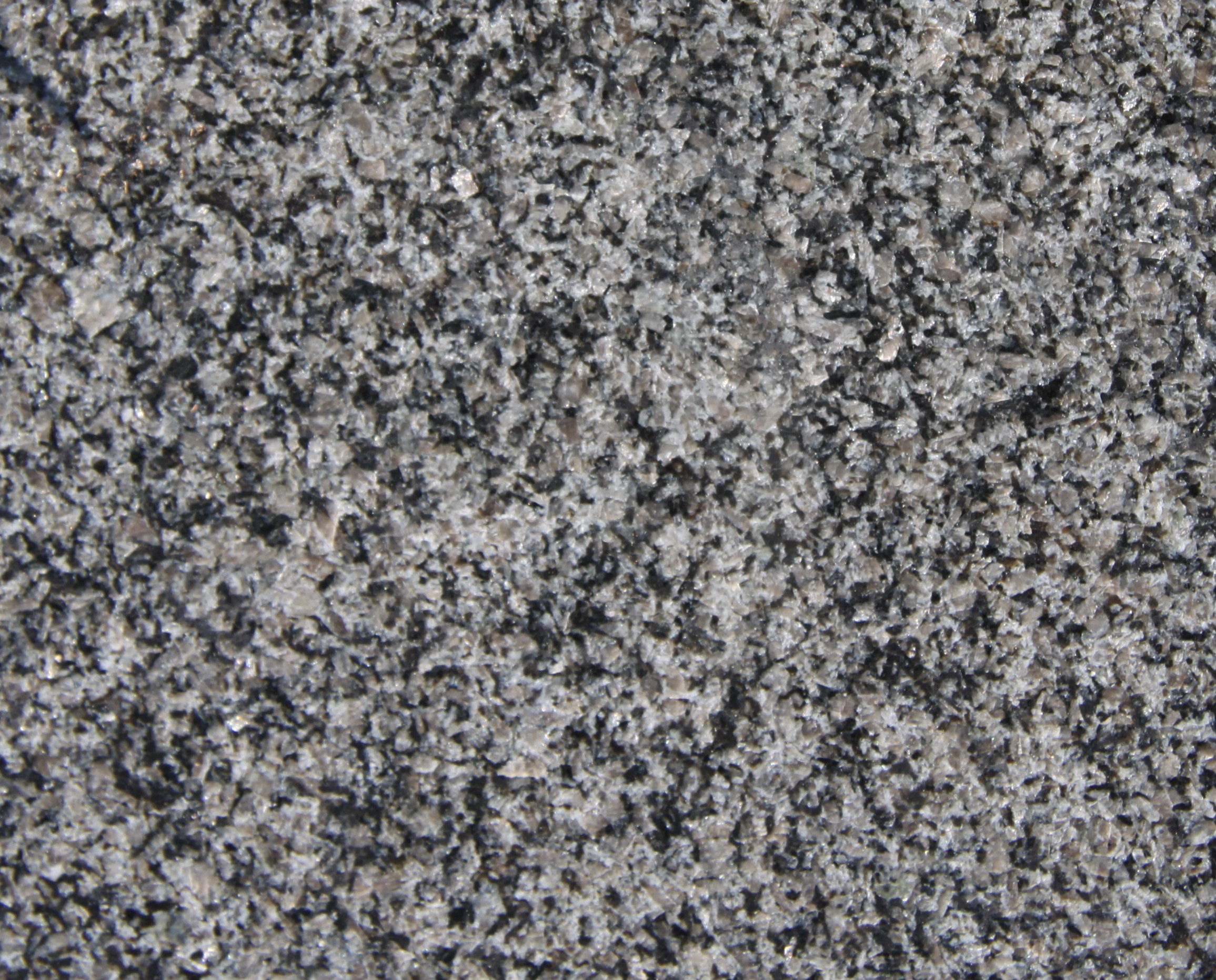
Impala hell (Muster ca. 12 ×10 cm)

Impala, auch als Nero Impala, Nero Afrika, Schwarz Afrika, Bertani Black, Bekker Dark oder Rustenburg Grey bezeichnet, ist ein Naturstein, der in Südafrika vorkommt. Das Gestein ist ein Magmatit, zählt zur Gruppe der Plutonite (Tiefengesteine) und wird als Quarz-führender Gabbronorit mit invertiertem Pigeonit beschrieben. Demnach zählt es zur Gesteinsfamilie der Gabbros und ist gesteinskundlich ein Norit. Da in der Abbauregion nordöstlich von Rustenburg zahlreiche Steinbrüche existieren, gibt es von diesem Naturstein unterschiedliche Variationen und Qualitätsunterscheidungen.

## Abbau und Namen
Impala wird in Südafrika in der Nähe von Rustenburg in der südafrikanischen North West Province gebrochen. Das Vorkommen gehört zum Bushveld-Komplex.
Im Impala-Gesteinsvorkommen wird seit den späten 1940er Jahren abgebaut. In diesem Gebiet mit zahlreichen Steinbrüchen wird das weltgrößte Rohblock-Abbauvolumen eines Hartgesteins gewonnen. Das Abbaugebiet erstreckt sich über eine Länge von 70 Kilometer von Rustenburg bis nach Brits. Das jährliche Abbauvolumen im gesamten Steinbruchsgebiet beträgt 140.000 bis 150.000 m³ handelbare Rohblöcke. Lediglich 10 bis 12 % des abgebauten Gesteinsvolumens kann für die weitere Verarbeitung als Naturstein verwendet werden. Während in den frühen Jahren des Abbaus die Steinbrüche und der anfallende Abraum kaum rekultiviert und zerstörte Landschaften hinterlassen wurden, soll sich dies ab der Mitte der 1990er Jahre geändert haben. Renaturierungsmaßnahmen sollen vor allem die großen Steinbruchunternehmen veranlassen.
Heute (2015) ist die Marlin Group, eine Tochter der Finstone Group, das größte dortige Abbauunternehmen und betreibt zehn Steinbrüche und beschäftigt 520 Personen. Die Finstone Group, mit Sitz in Luxemburg, ist nach eigenen Angaben einer der weltweit größten Händler von Rohblöcken aus Naturstein. Marlin ist technisch in der Lage, jährlich etwa 70.000 m³ Impala-Steinblöcke für den internationalen Markt abzubauen, das Unternehmen Kelgran 50.000 m³ und die kleinen Steinbruchunternehmen 20.000 m³. Laut Angaben der Marlin Group wurden von ihr in der jüngeren Vergangenheit jährlich etwa 45.000 m³ abgebaut. Die Firmengruppe Finstone unterscheidet in ihren eigenen Steinbrüchen nach Farben und mineralogischen Zusammensetzungen in Qualitätsgruppen. Abwandlungen von der Hauptgruppe Nero Impala, die nicht ihrem Qualitätsstandard entsprechen, werden als Nero Africo bezeichnet. Andere Lieferanten vergeben nach eigenem Vorgaben weitere Namen, die fälschlicherweise als Synonyme für Nero Impala verstanden oder gehandelt werden. Die Zusammensetzung variiert tatsächlich erheblich in Farbe und Anordnung der Mineralstruktur sowie deren Zusammensetzung. Verantwortlich ist hier auch vorrangig der Feldspat, der in Nero Africo auch die Braunfärbung verursacht. Bei der Verlegung größerer Mengen ist darauf zu achten, dass die Rohtafeln nicht aus verschiedenen Steinbrüchen stammen, da es andernfalls zu störenden, deutlich sichtbaren Farbunterschieden, unterschiedlich rauen Oberflächen kommen kann, die dann als nicht mehr hinnehmbar eingestuft werden könnten. Insbesondere vor der Mischung von Rohtafeln mit verschiedenen Handelsnamen muss aus oben genannten Gründen gewarnt werden. Eine konkrete Qualitätseinstufung und genau definierte mineralogische Zusammensetzungen liegen nur bei Nero Impala vor. Bei allen übrigen Impala-Varianten können vielfach keine genauen Materialzusammensetzungen und damit auch keine genauen Materialeigenschaften genannt oder abgefragt werden. In diesen Fällen müssen aufwendige Materialuntersuchungen durchgeführt werden, bei der die mineralogische Zusammensetzung durch Feinschliffe und mikroskopische Aufnahmen ermittelt wird.
Es gibt im Handel vielfältige Bezeichnungen für unterschiedliche Impala Qualitätssorten und zwar meist Impala hell oder dunkel. Am weitesten verbreitet ist Nero Africa und Nero Impala. Nero Impala ist als Handelsname durch die Marlin Group geschützt worden. Die im Handel häufig vorzufindende Bezeichnung der Steinsorten durch Verbindung von Nero Impala / mit anderen Impala Namen findet ihren Ursprung in mangelhaften Kenntnissen der Anbieter in Bezug auf die oben genannten Qualitätsunterschiede und sind auch nicht zulässig, weil die Bezeichnung Nero Impala geschützt ist.

## Vorkommen, Entstehung und Zusammensetzung
Norite entstehen aus metallhaltigen Schmelzen der oberen Erdkruste. Der südafrikanische Gesteinskörper, der sich über eine Fläche von 66.000 km² erstreckt, ist eines der größten derartigen Gesteinsvorkommen. Das Gestein entstand aus einer Intrusion vor zwei Milliarden Jahren. In diesem Gesteinskörper liegen große Erzvorkommen, das größte bekannte Vorkommen von Platin in der Welt, über die Hälfte des weltweiten Vorkommens von Chrom und das weltgrößte Vanadium-Vorkommen. In der Hauptzone des Norit-Gesteinsvorkommens, die bei Rustenburg liegt, werden die Norite gefördert. Der Gesteinskörper erreicht mit etwa 3000 Meter seine größte Mächtigkeit.
Nero Impala besteht aus Plagioklas (64 %), Orthopyroxen (30 %), Klinopyroxen (4 %) und aus den Akzessorien Amphibol, Chlorit, Serizit sowie Steatit.
In den Erzmineralien sind Pyrit, Chalkopyrit, Ilmenit, Magnetit nur bei Nero Impala in dieser Zusammensetzung vorhanden. Bei anderen Impalasorten und anderen Handelsbezeichnungen unterscheiden sich die Zusammensetzungen der Erzmineralien teilweise, sodass beispielsweise statt Magnetit Pyrrhotin vorhanden ist. Die Alteration ist ebenfalls stärker ausgeprägt und die Plagioklas deutlicher pigmentiert. Ferner können feinste Risse auftauchen, die mit weiteren Mineralien gefüllt sind, wie zum Beispiel mit Carbonaten, die wiederum hygroskopisch sein können, also mit Flüssigkeiten punktuell und temporär reagieren.

## Technische Eigenschaften und Verwendung
Die Minerale sind relativ gleichmäßig verteilt, daher entsteht ein einheitlicher und gleichmäßiger Farbeindruck. Impala hat durch seine gleichmäßige Mineralverteilung sehr gute technische Eigenschaften. Sein Verteilungsgefüge und seine geringe Wärmeausdehnung prädestinieren diesen Stein zum Einsatz als Sockel für technische Messgeräte.
Ursprünglich wurde Impala vor allem für die Grabsteinherstellung verwendet. Ein Wandel setzte ein und Impala fand in den vergangenen Jahren vor allem im Bauwesen Anwendung als Boden-, Treppenbelag, Wandfliesen, Waschtisch und Küchenarbeitsplatten und Fassadenplatten. Eine Verwendung als polierter Treppen- oder Bodenbelag in stark begangenen Bereichen (kein Problem im Privatbereich!), wie zum Beispiel in öffentlichen Bauten, ist nicht zu empfehlen. Nicht nur, weil die Rutschsicherheit bei poliertem Bodenbelag zum Problem wird, sondern es stellen sich Politurverluste relativ schnell ein. Impala führt nahezu keinen Quarz, eines der härtesten Minerale in Gesteinen. Es kommt vor, dass sich im Impala Africa die dunklen Pyroxenminerale an einzelnen Stellen anhäufen. Man spricht dann von „Katzenpfoten“. Sie sind kein technischer Mangel, sondern eine Spielart der Natur, werden aber aufgrund der übrigen gleichmäßige Oberflächenoptik als Flecken wahrgenommen und stellen daher in der Regel einen optischen Mangel dar.
In Bezug auf Nero Africa wird vor der Verlegung im Außenbereich gewarnt, weil es bei dieser Sorte zu Fleckenbildung kommen kann. Verursacher sind Magnetit-Kristalle, die in der Außenanwendung durch chemische Prozesse umgewandelt und dann zu Rostverfärbungen und Fleckenbildungen führen können. Auch bei einigen anderen Impala-Sortierungen können ähnliche Mängel auftauchen, weil bei den verschiedenen Handelsbezeichnungen eben keine sichere Erkenntnisse zur Qualität vorliegen. Die Steine können allein optisch in Bezug auf die innere Qualität auch von Sachverständigen nicht einfach durch Sichtung unterschieden werden, sondern müssten dann im Labor untersucht werden.